# Aeroportul Harrison County
Aeroportul Harrison County (IATA: ASL, ICAO: KASL, FAA LID: ASL) este un aeroport din Texas, Statele Unite ale Americii ce deservește zona Marshall. Aeroportul a fost tranzitat în 2019 de 14 pasageri.
Situat la o altitudine de 109 m, aeroportul dispune de 2 piste.

## Infrastructură

### Piste
Aeroportul dispune de 2 piste. Pista 02/20 are suprafața de asfalt și dimensiunile 3.299 picioare × 60 picioare. Pista 15/33 are suprafața de asfalt și dimensiunile 5.002 picioare × 100 picioare. 